# The Trail Blazers
The Trail Blazers è un film del 1940 diretto da George Sherman.
È un film western statunitense che aveva come interpreti principali Robert Livingston, Bob Steele e Rufe Davis. Fa parte della serie di 51 film western dei Three Mesquiteers, basati sui racconti di William Colt MacDonald e realizzati tra il 1936 e il 1943.

## Produzione
Il film, diretto da George Sherman su una sceneggiatura di Barry Shipman con il soggetto di Earle Snell (basato sui personaggi creati da William Colt MacDonald), fu prodotto da Harry Grey per la Republic Pictures e girato nel ranch di Corriganville a Simi Valley e nell'Iverson Ranch a Chatsworth in California.

## Distribuzione
Il film fu distribuito nelle sale statunitensi l'11 novembre 1940 dalla Republic Pictures. In Brasile prese il titolo Defensores Indomáveis.